# Краснодарский океанариум
Краснода́рский океана́риум «Океан Парк» (Ocean Park, Krasnodarskii Oceanarium) — океанариум в Краснодарском крае, Россия. Краснодарский океанариум входит в число крупнейших океанариумов на юге России. Океанариум работает с 17 декабря 2011 года. Площадь океанариума составляет 3000 м².

## Описание
Площадь краснодарского океанариума «Океан Парка» составляет 3000 м². В нём представлено более 200 видов рыб. Вместимость океанариума — 1 млн литров воды. Объём главного аквариума — 350 тысяч литров воды. Для создания краснодарского океанариума было использовано 39 тонн акрилового стекла. В океанариуме установлен подводный акулий туннель, стеклянный аквариум объемом 55000 литров и десятки акриловых аквариумов, в которых обитают несколько тысяч рыб и морских обитателей. На территории океанариума размещено кафе, магазин по продаже сувениров, детские аттракционы и зеркальный лабиринт.
В «Океан Парке» представлены как морские, так и пресноводные обитатели подводного мира. Собраны представители Красного, Средиземного и Чёрного морей, Северо-Атлантического региона, Индийского океана и водного бассейна Южной Америки: акула кошачья коричневополосая (акула-кошка), пираньи Наттерера, каранг золотой, мурены леопардовые, акула чернопёрая рифовая, акула белопёрая рифовая, крылатка-зебра, крылатка индийская, скалозубы (семейство скалозубовые, иглобрюхие, четырёхзубые или рыбы-собаки), скат Моторо, шпорцевая лягушка (Ксенопус), красноухая черепаха, китайский трионикс, европейская болотная черепаха, рыба-философ (индийский алектис длиннопёрый, рыба-монета), спинорог Пикассо колючий (расписной спинорог, колючий ринекант), морской конёк колючий, прилипала, чёрный нож, индийские стеклянные сомы, синодонтисы (сомы-перевёртыши), огненные попугаи, морской ёж эхинометра, многопёр (Полиптерус), индийский нож, аравана, мегалодон (гипсовая челюсть древней акулы), морской петух (жёлтая тригла), скат-лисица (морская лисица), морской кот, скорпена (морской ёрш), тёмный горбыль, камбала, морской угорь, золотая рыбка, клоун (анемоновая рыба), омары, голубой королевский хирург, креветка-доктор, рыба-ангел императорский, бабочка вымпельная белопёрая, астронотусы, карпы кои, краснохвостые фрактоцефалусы, белуга, камчатский краб, русский осётр, европейский омар, веслонос, пангасиус высокоплавничный, пиранья паку, гурами.
В стоимость посещения океанариума включены услуги детских аниматоров и экскурсоводов.
Главный аквариум имеет прозрачный туннель и большое смотровое окно. Каждый день в определённое время можно наблюдать, как аквалангист ныряет и играет с акулами. Возле 5,5 метрового водопада можно покормить плавающих в открытом водоёме лебедей, уток и карпов кои.
На втором этаже размещён самый крупный в России цельностеклянный аквариум.

## История
Краснодарский океанариум «Океан Парк» был открыт 17 декабря 2011 года. Общий объём инвестиций составил 160 млн руб.
В начале 2007 года группой компаний «Океан Парк» был разработан и построен океанариум в городе Геленджике, а в 2010 году — дельфинарий-океанариум в городе Анапа.

## Кормления
Каждый день в океанариуме проходят показательные кормления хищных пираний Наттерера и больших пираний Паку, а раз в три дня семейство осетровых, сомов, пангасиусов и акул.

## Праздники
На территории «Океан Парка» проводятся тематические мероприятия и дни рождения.

## Конкурсы
В конце 2013 года были подведены итоги творческого конкурса на лучший мультфильм о жителях краснодарского океанариума. В честь своего второго дня рождения «Океан Парк» совместно со школой-студией мультипликации «МультПросвет» провели детский творческий конкурс на создание лучшего мультфильма о жизни краснодарского океанариума и его обитателях. Самому юному мультипликатору пять лет. Героями их работ стали акулы, скаты, пираньи и черепахи. Одних вылепили из пластилина, других нарисовали в техниках flash и 3D. На больших экранах «Океан Парка» производился показ мультфильмов, во время которого каждый посетитель океанариума оставлял свой голос за наиболее понравившуюся работу.
Победители получили ценные призы, а также специальные подарки от информационных партнёров.
Результаты и фотохроника мероприятия находятся в записях в социальной группе в Вконтакте.

## Дополнительные льготы
Всем именинникам в день рождения «Океан Парк» дарит посещение океанариума по льготному билету. Льготный билет действует в течение 7 календарных дней — за 3 дня до дня рождения, в день рождения, и 3 дня после дня рождения.

## Галерея
- Аквариум с осётрами
- Главный зал океанариума
- Главный аквариум с акулами
- Фонтан-жемчужина
- Аквариум с золотыми рыбками
- Искусственный водопад
- Спуск с искусственного водопада
- Аквариум с пираньями Паку
- Вид на аквариумы со второго этажа
- Кафе на территории океанариума
- Акулы и рыбы
- Туннель

## Разработки в сфере высоких технологий
На базе «Океан Парка» группой российских программистов разрабатывается проект виртуального океанариума.
Планируется добавление интерактивного полета над землей, между скал, а также подводное плавание среди рифов и игра-шутер.
«При дополненной реальности можно будет ходить по океанариуму и видеть различные виртуальные изображения, 3D-объекты, — сообщил Андрей Антонов, председатель совета директоров Ocean Park Group. — Для видео с обзором 360 градусов сейчас ведутся съемки в Геленджике. В результате пользователи шлема смогут „полетать“ над городом, увидеть различные достопримечательности».

## Адрес, контакты
Краснодарский край, г. Краснодар, улица Уральская, 98/11, ТРК «Галактика»
6 портал.

Часы работы: ежедневно, с 10.00 до 22.00 час.